# Saison 1 de NCIS : Enquêtes spéciales
Chronologie
Saison 2
Cet article présente le guide des épisodes la première saison de la série télévisée NCIS : Enquêtes spéciales.

## Distribution

### Acteurs principaux
- Mark Harmon : Leroy Jethro Gibbs
- Sasha Alexander : Caitlin Todd
- Michael Weatherly : Anthony DiNozzo
- Pauley Perrette : Abigail Sciuto
- David McCallum : Donald Mallard

### Acteurs récurrents
- Alan Dale : Tom Morrow, directeur du NCIS (épisodes 1, 3, 9, 15 et 16)
- Joel Gretsch : Stan Burley, agent embarqué du NCIS (épisode 6)
- Jessica Steen : Paula Cassidy, agent spécial du NCIS (épisodes 8, 16 et 23)
- Joe Spano : Tobias C. Fornell, agent spécial du FBI (épisodes 1, 3, 15 et 23)
- Pancho Demmings : Gerald Jackson, assistant du médécin légiste (épisodes 1 à 3, 6 à 11 et 13 à 16)
- Rudolf Martin : Ari Haswari (épisodes 16 et 23)
- Sean Murray : Timothy McGee, agent spécial du NCIS (épisodes 7, 11 et 18 à 23)
- Tim Kelleher : Christopher Pacci, agent spécial du NCIS (épisodes 16 , 18 et 19)
- Brian Dietzen : Jimmy Palmer, assistant du médécin légiste (épisodes 21 à 23)

## Production
La première saison est composée de vingt-trois épisodes réels de la série NCIS et de deux intronisant les personnages du NCIS dans les épisodes 20 et 21 de la saison 8 de la série JAG.
Au Canada, la saison a été diffusée en simultané sur le système CH, le réseau secondaire de Global.
En France, la saison a été diffusée du 3 mars 2004 au 15 octobre 2004 à 20h50 sur M6, en changeant de case horaire en septembre 2004, passant du mercredi au vendredi.
Aux États-Unis, la saison a été diffusée du 23 septembre 2003 au 25 mai 2004, le mardi à 20 heures sur CBS.
Au début de la saison 1, le personnage de Caitlin Todd interprété par Sasha Alexander, ancien agent de l'USSS, est invité à rejoindre l'équipe du NCIS, chose qui sera faite dans l'épisode 3; elle remplace l'actrice Robyn Lively, qui interpréte l'agent spécial Vivian Blackadder's seulement dans les deux épisodes d'introduction dans JAG. 
Un « fil rouge » se met ensuite en place lorsqu'un terroriste prend le médecin légiste Ducky , son assistant Gerald ainsi que l'agent Kate en otage (épisode 16). Dès lors, toute l'équipe, Gibbs en tête traquent le terroriste jusqu'à l'épisode final de la saison dans lequel ils découvriront l'identité de cet homme : Ari Haswari, un agent sous couverture, travaillant pour le FBI. 
Le directeur du NCIS est Tom Morrow, il est interprété par Alan Dale, il n'est cependant pas considéré comme un personnage principal.
Joe Spano, qui interprète l'agent spécial du FBI Tobias Fornell, fait sa première apparition lors de l'épisode 1; il reviendra en tant que personnage régulier lors des prochaines saisons.
Brian Dietzen joue, pour sa part, l'assistant du médecin légiste, Jimmy Palmer qui fait sa première apparition dans l'épisode 21 de la saison; il sera régulier lors des prochaines saisons. 
L'agent spécial McGee quant à lui apparait pour la première fois dans la série dans l'épisode 7, il aidera l'équipe avant d'y être totalement intégré dans la prochaine saison.

## Épisodes

### Épisode dansJAG:La Dame de glace
- États-Unis : 22 avril 2003 sur CBS

- David James Elliott : Capitaine de vaisseau Harmon « Harm » Rabb Jr.
- Catherine Bell : Lieutenant-colonel Sarah Mackenzie
- Zoe McLellan : Quartier Maitre Jennifer Coates du JAG
- Patrick Labyorteaux : Lieutenant Bud J. Roberts, Jr.
- John M. Jackson : Contre-amiral Albert-Jetro Chegwidden, JAG
- Robyn Lively : Agent du NCIS Vivian Blackadder dite "Viv"
- Thomas Anthony Jones : Agent du NCIS Don Dobbs
- Tamlyn Tomita : Capitaine de Corvette Tracy Manetti
- Jade Carter : Sergeï Zhukov demi-frère russe d'Harmon Rabb Jr.
- Faran Tahir : terroriste Amad Bin Atwad
- William Francis McGuire : Chef Scout

### Épisode dansJAG:L'Homme de l'ombre
- États-Unis : 29 avril 2003 sur CBS

- David James Elliott (Capitaine de vaisseau Harmon « Harm » Rabb Jr.)
- Catherine Bell (Lieutenant-colonel Sarah Mackenzie)
- Zoe McLellan (Quartier Maitre Jennifer Coates du JAG)
- Patrick Labyorteaux (Lieutenant Bud J. Roberts, Jr.)
- John M. Jackson (Contre-amiral Albert-Jetro Chegwidden, JAG)
- Robyn Lively (Agent du NCIS Vivian Blackadder dite "Viv")
- Paul Norwood (le juge)
- Michael Muhney (Major Jack McBurney du JAG)
- Vyto Ruginis (Agent Dawkins))
- Faran Tahir (terroriste Amad Bin Atwad)
- W. K. Stratton (Théodore Lindsey capitaine du JAG)
- Alicia Coppola (Capitaine de corvette Faith Coleman)
- Joseph Hodge (Pilote)
- Nanci Chambers (Lieutenant Loren Singer)

### Épisode 1:Air Force One
- États-Unis : 23 septembre 2003 sur CBS
- France : 3 mars 2004 sur M6
- Québec : 2 janvier 2006 sur Historia

- États-Unis : 13,04 millions de téléspectateurs

- Alan Dale (Directeur du NCIS Tom Morrow (1/5))
- Joe Spano (Tobias Fornell (1/4))
- Pancho Demmings (Gérald Jackson (1/13))
- Asante Jones (Détective Andy Kochifis)
- Dane Northcutt (Major Kerry)
- Dwayne Macopson (Major Carl Pritchard)
- Gary Grubbs (Coronaire Elmo Poke)
- Gerry Becker (William Baer)
- Gerald Downey (Commandant Ray Trapp)
- Gérald McCullouch (Agent du FBI)
- Gregory Itzin (Directeur du FBI)
- Lawrence Pressman (Directeur des Services Secrets)
- Michael Adler (Capitaine Burger)
- Paul Majors (Agent du NCIS)
- Richard Anthony Crenna (Stewart)
- Robert Bagnell (Leonard Rish)
- Steve Bridges (George W. Bush)

Dans ce premier épisode, l'équipe de l'agent Leroy Jethro Gibbs fait la connaissance de l'agent Caitlin Todd des Services Secrets (services chargés de la protection du président des États-Unis).

### Épisode 2:Le Dernier Saut
- États-Unis : 30 septembre 2003 sur CBS
- France : 3 mars 2004 sur M6
- Québec : 3 janvier 2006 sur Historia

- États-Unis : 12,08 millions de téléspectateurs

- Pancho Demmings (Gérald Jackson (2/13))
- Austin Noah Marques (Billy Fuentes)
- Brandon Davis (Jimmy)
- Chaney Kley (Caporal Paul Brinkman)
- Christina Souza (Rosemarie Fuentes)
- Dave Power (Caporal Dave Ramsey)
- James MacDonald (Capitaine Full)
- Julie Gonzalo (Sarah Schaefer)
- Keith Diamond (Sergent Grégory Nutt)
- Lee Reherman (Sergent Tuers)
- Patrick Labyorteaux (Lieutenant Bud Roberts)
- Rick Pasqualone (Caporal Paul Dafelmair)

### Épisode 3:Réactions en chaîne
- États-Unis : 7 octobre 2003 sur CBS
- France : 10 mars 2004 sur M6
- Québec : 4 janvier 2006 sur Historia

- États-Unis : 11,26 millions de téléspectateurs

- Alan Dale (Directeur du NCIS Tom Morrow (2/5))
- Joe Spano (Tobias Fornell (2/4))
- Pancho Demmings (Gérald Jackson (3/13))
- Benny Nieves (Franck Trujillo)
- Chris Olivero (Dave Simmons)
- Dar Dixon (Capitaine Tom Bradstone)
- Dempsey Pappion (Joueur de Basket)
- Elena Lyons (Diane Fontaine)
- Emilie de Ravin (Nancy)
- Gregory Itzin (Directeur du FBI)
- Homie Doroodian (Seth Shakir)
- Jodi Bianca Wise (Jenny)
- Joe Torry (Darryl Wilkins)
- Mark Holton (Sergent Linn)
- Melissa Lee (Sarah Parker)
- Merle Dandridge (Marcy Carruthers)
- Miguel A. Geatan (Carlos)
- Sam Sarpong (Bobby Jackson)
- William R. Moses (Agent de la DEA Kent Fuller)

### Épisode 4:Les Immortels
- États-Unis : 14 octobre 2003 sur CBS
- France : 10 mars 2004 sur M6
- Québec : 5 janvier 2006 sur Historia

- États-Unis : 11,7 millions de téléspectateurs

- Bradley Snedeker (Officier Carnahan)
- Brooks Almy (Mme MacDonald)
- Casey Nelson (Officier Murray)
- Chad W. Murray (Russell MacDonald)
- Colin Bain (Engign Ray)
- David Andriole (Lieutenant-Commandant Robbins)
- Eamon Hunt (Officier-Chef Morris)
- Elizabeth Morehead (Médicale Corpsman)
- Jeff Paterson (Brad)
- Jeni C. Wilson (Lisa)
- Julian Bailey (Ronald Zuger)
- Kieran Mulroney (Lieutenant Reynolds)
- Mark Sivertsen (Commandant Rivers)
- Michael McLafferty (Kyle)
- Nina Alexander (Ricky)
- Yvonne Delarosa (Clerk)

### Épisode 5:La Momie
- États-Unis : 28 octobre 2003 sur CBS
- France : 17 mars 2004 sur M6
- Québec : 6 janvier 2006 sur Historia

- États-Unis : 13,5 millions de téléspectateurs

- Bill Burch (State Trooper Dan Lynch)
- Chris Ellis (Sergeant d'Artillerie)
- David Ramsey (Agent Richard Owens)
- Jim Pirri (Randy Wiles)
- Jonathan Wade-Drahos (Lieutenant Greg Pallini)
- Lauren Bowles (Mary Wiles)
- Melora Hardin (Erin)
- Robert Pine (Golfeur Ben)
- Tommy Hinkley (Officier)
- Travis Aaron (Lieutenant Schilz)

### Épisode 6:Trafic en haute mer
- États-Unis : 4 novembre 2003 sur CBS
- France : 17 mars 2004 sur M6
- Québec : 7 janvier 2006 sur Historia

- États-Unis : 11,77 millions de téléspectateurs

- Pancho Demmings (Gérald Jackson (4/13))
- Alex Avant (Clerk)
- Anson Scoville (PO2 Peter Shrewe)
- Bruno Gioiello (Air Boss)
- Carlos Gomez (Reyes)
- Charlie Hofheimer (PO1 Bobby Wilkes)
- Corbin Allred (Corpsman Milano)
- David Ramsey (Agent Richard Owens)
- Eddie Diaz (Officier Gomer)
- Gil McKinney (Homme d'équipahe)
- Joel Gretsch (Agent Spéciale du NCIS Stan Burley)
- John Littlefield (Second du Lieutenant Stovic)
- Jonathan T. Floyd (PO2 Gil Niles)
- Jonathan Sadowski (Lieutenant Norski)
- Sal Landi (Commandant Stovic)
- Larry Sullivan (Chirurgien de vol)
- Monti Sharp (Gestionnaire)
- Rigo Sanchez (Le petit-ami)
- Robert Baker (Marin)

### Épisode 7:L'Imposteur
- États-Unis : 18 novembre 2003 sur CBS
- France : 24 mars 2004 sur M6
- Québec : 9 janvier 2006 sur Historia

- États-Unis : 13,21 millions de téléspectateurs

- Pancho Demmings (Gérald Jackson (5/13))
- Sean Murray (Agent Timothy McGee (1/8))
- Ben Murphy (Capitaine Veitch)
- David Monahan (PO Drew)
- David O'Donnell (Jeb)
- Eric Ladin (PO Thompson)
- Glenn Morshower (Commandant Robert Peters)
- J. Robin Miller (Lieutenant Connors)
- Jamie Moss (Metelot breveté)
- Mat Hostetler (Mess Specialist)
- Michael Lowry (Lieutenant Commandant Akron)
- Mik Scriba (Mr. Walters)
- Peter Onorati (Chef sur le bateau)
- Reed Rudy (Agent des transports Aérien)

### Épisode 8:Fausse piste
- États-Unis : 25 novembre 2003 sur CBS
- France : 24 mars 2004 sur M6
- Québec : 10 janvier 2006 sur Historia

- États-Unis : 12,71 millions de téléspectateurs

- Jessica Steen (Agent spécial Paula Cassidy (1/3))
- Pancho Demmings (Gérald Jackson (6/13))
- Casey McCarthy (Motard)
- E. Roger Michell (M.P.)
- Erick Avari (William Gamal)
- Heath Freeman (Benjamin Frank)
- Hrach Titizian (Tariq Abassi)
- Joseph Bey (Nasar Al Jazair)
- Kevin McCorkle (Colonel Dan McClafferty)
- Michael Shamus Wiles (Jimmy, le barman)
- Paul Vinson (Motard)

### Épisode 9:Mort-vivant
- États-Unis : 16 décembre 2003 sur CBS
- France : 16 juin 2004 sur M6
- Québec : 11 janvier 2006 sur Historia

- États-Unis : 12,03 millions de téléspectateurs

- Alan Dale (Directeur du NCIS Tom Morrow (3/5))
- Pancho Demmings (Gérald Jackson (7/13))
- Carlos Sanz (Gonzales)
- Crystal Allen (Laura)
- Erich Anderson (Jack Canton)
- George Stumph (Chef d'équipage)
- Jason Brooks (Major Danny O'Donnell)
- Jennifer Tighe (Lisa Peary)
- John Rubinstein (Bob)
- Michael Sarysz (Caporal James Travis)
- Rebecca Boyd (Sarah Kidwell)
- Richard Brooks (Lieutenant-Colonel Walsh)
- Ron Baker (Major Craig Peary)
- Victor Bonavida (Zack)

Alors que la femme d'un marine s'apprête à se rendre à l'enterrement de son mari déclaré mort au combat, elle reçoit un appel de celui-ci lui annonçant être en vie. L'équipe est chargée de vérifier s'il s'agit d'un canular ou si l'homme est toujours en vie. L'enquête montre qu'il travaillait pour la CIA et qu'il était toujours en vie au moment de son enterrement. Cette mission emmènera l'équipe jusqu'en Colombie dans un sinistre centre funéraire. Jack Canton tenant en joue le major Peary, finira par être éliminé par DiNozzo et Todd par plusieurs coups de feu. À la fin, le major Peary retourne voir sa famille avec une blessure à l'oreille. Qui lui a infligé ? On ne saura jamais.

### Épisode 10:Amnésie
- États-Unis : 6 janvier 2004 sur CBS
- France : 16 juin 2004 sur M6
- Québec : 12 janvier 2006 sur Historia

- États-Unis : 14,51 millions de téléspectateurs

- Pancho Demmings (Gérald Jackson (8/13))
- Al Espinosa (Tom Verne)
- Asante Jones (Détective Andy Kochifis)
- Daniella Kuhn (Vendeuse)
- Derek de Lint (Dr Stephen Bauer)
- Elena Jovis (Chimiste Blonde)
- Jim Rash (Dr Joel Sanderson)
- Kenneth Tigar (Diggar Aldridge)
- Michael Edward Rose (Walter Richter)
- Norbert Weisser (Dr Rutger)
- Phil Abrams (Directeur de l'hôtel)
- Sherilyn Fenn (Jane Doe/Suzzanne McNeil)

### Épisode 11:L'Œil de l'espion
- États-Unis : 13 janvier 2004 sur CBS
- France : 1er septembre 2004 sur M6
- Québec : 13 janvier 2006 sur Historia

- États-Unis : 14 millions de téléspectateurs

- Pancho Demmings (Gérald Jackson (9/13))
- Sean Murray (Agent Timothy McGee (2/8))
- Bruce Gray (Directeur-adjoint de la CIA Roper)
- Greg Zola (Worth)
- Howard Dell (Directeur de la salle de sport)
- James Morrison (Directeur-adjoint de la CIA Jonathan Overmeier)
- Jane Hajduk (Femme séduisante)
- John Marrott (Maître principal Roe)
- Katy Boyer (Lieutenant de vaisseau Egan)
- Marguerite MacIntyre (Capitaine de frégate Lauren Tyler)
- Mercedes Colόn (quartier-maître de première classe Gina)
- Parry Shen (Ben Richmond)
- Patrick MacManus (Matelot Apprenti Sparks)
- Victor McCay (Ash)

### Épisode 12:La Mante religieuse
- États-Unis : 3 février 2004 sur CBS
- France : 1er septembre 2004 sur M6
- Québec : 14 janvier 2006 sur Historia

- États-Unis : 12,31 millions de téléspectateurs

- Bonnie Bartlett (Dr Silvia Chalmers)
- Dean Norris (Sergent-artilleur Vesta)
- Jake Kyle (Frank Roberts)
- Josh Holloway (Officier de Police)
- Kim Wimmer (Darlène)
- Stacy Haiduk (Melissa Dorn)
- Terry Rhoads (Stanley Borden)
- Tom McClaister (Capitaine Brent Peters)
- Tony Pasqualini (Homme)

### Épisode 13:Tireur d'élite
- États-Unis : 10 février 2004 sur CBS
- France : 8 septembre 2004 sur M6
- Québec : 16 janvier 2006 sur Historia

- États-Unis : 13,18 millions de téléspectateurs

- Pancho Demmings (Gérald Jackson (10/13))
- Alex Solowitz (Dave)
- Andy Umberger (Agent du FBI Freedman)
- Blake Shields (Potentielle recrue)
- Brad Hawkings (Sergent Aaron Barnes)
- Chad Doreck (Léo)
- Francesco Quinn (Sergent Instructeur Alvarez)
- Geoff Meed (Caporal David Stenson)
- Kent Shocknek (Reporter)
- Michael Gaston (Major Dougherty)
- Noah Segan (Adolescent/Sniper)
- Sheila E. Frazier (Reporter à la ZNN Debra Green)
- Thomas Joseph Thyne (Carl)
- Zakk Moore (Potentielle recrue)

### Épisode 14:Alibi
- États-Unis : 17 février 2004 sur CBS
- France : 8 septembre 2004 sur M6
- Québec : 17 janvier 2006 sur Historia

- États-Unis : 13,49 millions de téléspectateurs

- Pancho Demmings : Gérald Jackson (11/13)
- Heidi Dippold : Laura Seeger
- Kate McNeil : Capitaine de frégate Green
- Kirk B.R. Woller : Capitaine de corvette Julius
- Sean McGowan : Lieutenant Wallace
- Stephanie Hodge : Shérif Charlène Dupray

### Épisode 15:Faux semblant
- États-Unis : 24 février 2004 sur CBS
- France : 17 septembre 2004 sur M6
- Québec : 18 janvier 2006 sur Historia

- États-Unis : 12,14 millions de téléspectateurs

- Alan Dale (Directeur du NCIS Tom Morrow (4/5))
- Joe Spano (Tobias Fornell (3/4))
- Pancho Demmings (Gérald Jackson (12/13))
- Barton Tinapp (Homme)
- David Rountree (Technicien de surveillance du FBI)
- Grinnell Morris (Agent du FBI Carlson)
- Kevin McClatchy (Lieutenant David Cameron)
- Jeff Austin (Colonel Mike Granger)
- John Rosenfel (Agent Charles)
- Terry O'Quinn (Colonel Will Ryan)

### Épisode 16:Piège en sous-sol
- États-Unis : 2 mars 2004 sur CBS
- France : 17 septembre 2004 sur M6
- Québec : 19 janvier 2006 sur Historia

- États-Unis : 12,82 millions de téléspectateurs

- Alan Dale (Directeur du NCIS Tom Morrow (5/5))
- Jessica Steen (Agent Paula Cassidy (2/3))
- Pancho Demmings (Gérald Jackson (13/13))
- Rudolf Martin (Ari Haswari (1/2))
- Tim Kelleher (Agent du NCIS Christopher Pacci (1/3))
- Alex Dodd (Qassam)
- Constance L. McCrory (Greffière des preuves)
- Jennifer Gatti (Négociatrice Arkin)
- Joe Sabatino (HRT chef Horowitz)
- Matthew Del Negro (Balboa)
- Robert Cicchini (Agent du NCIS Daniel Snyder)

### Épisode 17:Zones d’ombre
- États-Unis : 16 mars 2004 sur CBS
- France : 24 septembre 2004 sur M6
- Québec : 20 janvier 2006 sur Historia

- États-Unis : 13,29 millions de téléspectateurs

- Adam Wylie (Darin Spotnitz)
- Alex Weed (Johnny)
- Brian Thompson (Maître principal Vince Nutter)
- Chris Johnson (PO James Morgan)
- James Huang (Officier Wong)
- Jennifer Lyons (Zoey)
- Leonard Roberts (PO Howard Carter)
- Reginald Ballard (Antwane Mann)
- Ryan Tasz (Gordon)

### Épisode 18:Affaire non classée
- États-Unis : 6 avril 2004 sur CBS
- France : 24 septembre 2004 sur M6
- Québec : 21 janvier 2006 sur Historia

- États-Unis : 10,83 millions de téléspectateurs

- Sean Murray (Agent Timothy McGee (3/8))
- Tim Kelleher (Agent Christopher Pacci (2/3))
- Al Sapienza (Commandant William Foley)
- Alicia Coppola (Capitaine de corvette Faith Coleman)
- Archi Drury (Rod Spain)
- Barbara Tarbuck (Grand-mère)
- Cody Estes (Kevin Curtin)
- Cristi Harris (Vicki Spain)
- Leon Russom (Grand-père)
- Randy J. Goodwin (Avocat de la défense)
- Roxana Zal (Mme Foley)
- Tim Abell (Jack D. Curtin)

### Épisode 19:Dernières paroles d’un mort
- États-Unis : 27 avril 2004 sur CBS
- France : 1er octobre 2004 sur M6
- Québec : 23 janvier 2006 sur Historia

- États-Unis : 11,64 millions de téléspectateurs

- Sean Murray (Agent Timothy McGee (4/8))
- Tim Kelleher (Agent Christopher Pacci (3/3))
- Cristine Rose (Pat Stone)
- Edmund L. Shaff (Gardien de sécurité George)
- Fredric Lehne (Capitaine Graves)
- Jamie Luner (Amanda Reed)
- John Marshall Jones (Détective Hanley)
- Loren Lazerine (Gérante de l'immeuble)
- Nick Jaine (Jason Patel)
- Richard Augustine (Concierge)

- L'Agent du NCIS Christopher Pacci meurt dans cet épisode.
- Dans cet épisode le second au médecin légiste " Ducky " n'est plus Gérald Jackson, rôle tenu par Pancho Demmings, mais Jason Patel, rôle tenu par Nick Jaine.

### Épisode 20:Bienvenue en enfer
- États-Unis : 4 mai 2004 sur CBS
- France : 1er octobre 2004 sur M6
- Québec : 24 janvier 2006 sur Historia

- États-Unis : 10,13 millions de téléspectateurs

- Sean Murray (Agent Timothy McGee (5/8))
- Alex Meneses (Serveuse/Vanessa)
- Cole Griffin (Caporal Jackson)
- Derek Webster (Major Joe Sacco)
- Dayna Devon (Jolie femme)
- Jenya Lano (Carol Powers)
- Michael Goetz (Barman)
- Robert Floyd (Officier de police)
- Steve Rankin (Sergent Bill Atlas)

### Épisode 21:Face cachée
- États-Unis : 11 mai 2004 sur CBS
- France : 8 octobre 2004 sur M6
- Québec : 25 janvier 2006 sur Historia

- États-Unis : 11,07 millions de téléspectateurs

- Brian Dietzen (Jimmy Palmer (1/3))
- Sean Murray (Agent Timothy McGee (6/8))
- Adam Hendershott (Josh)
- Bellamy Young (Agent de l'ATF Melinda Stone)
- Erin Wiley (Caporal McClain)
- Laz Alonso (Sergent Washington)
- Michael Graziadei (Chuck)
- Sam Witwer (Sergent Rafael)
- Scott MacDonald (Chef de la Milice)
- Stuart Stone (Dillon)

### Épisode 22:Sans issue
- États-Unis : 18 mai 2004 sur CBS
- France : 8 octobre 2004 sur M6
- Québec : 26 janvier 2006 sur Historia

- États-Unis : 10,39 millions de téléspectateurs

- Brian Dietzen (Jimmy Palmer (2/3))
- Sean Murray (Agent Timothy McGee (7/8))
- Adam Baldwin (Commandant Rainer)
- Austin Priester (Officier Kenny)
- Doug Savant (Larry Clannon)
- Julie Benz (Denise Johnson)
- Johnny Sneed (Agent de la CIA Kramer)
- Kathryn Gordon (Mme Vengal)
- Matt Battaglia (PO Porcaro)
- Robert Joseph (Lieutenant-Commandant Folsom)
- Ross Gibby (Officier Vengal)
- Ryan Culver (Homme)
- Tom R. Hughes (Lieutenant Johnson)

### Épisode 23:L'Affrontement
- États-Unis : 25 mai 2004 sur CBS
- France : 15 octobre 2004 sur M6
- Québec : 27 janvier 2006 sur Historia

- États-Unis : 10,86 millions de téléspectateurs

- Brian Dietzen (Jimmy Palmer (3/3))
- Jessica Steen (Agent Paula Cassidy (3/3))
- Joe Spano (Tobias Fornell (4/4))
- Rudolf Martin (Ari Haswari (2/2))
- Sean Murray (Agent Timothy McGee (8/8))
- Amir Talai (Simi)
- Dan Lundy (Technicien)
- Josie Davis (Marta)
- Robert Cicchini (Agent du NCIS Daniel Snyder)
- Matt Sighloch (Homme)
- Matthew Rauch (Homme)
- Nicholas Guilak (Bassam)
- Paul Perri (Homme)
- Sheila E. Frazier (Reporter de la ZNN Debra Green)

- Le rêve que fait Gibbs en début d’épisode se révélera prémonitoire puisque Kate mourra effectivement abattue par Ari d’une balle dans le front, en fin de saison 2.
- On a des nouvelles de Gérald Jackson le second au médecin légiste Ducky qui est toujours en rééducation, à la suite d'une blessure à l'épaule dans l'épisode 16 saison 1, infligée par le terroriste Ari Haswari

## Audiences

### Aux États-Unis
L'audience moyenne par épisode est de 12,2 millions de téléspectateurs.
En millions de téléspectateurs